# 棋書 (囲碁)
棋書（きしょ）は囲碁についての書籍。
1. 囲碁のルールについて述べたもの。入門用解説書など。
2. 打碁集。過去の対局の棋譜を収録したもの。棋士毎に集めたもの、棋戦やテーマ毎に集めたもの、年鑑などがある。
3. 解説書。囲碁理論の説明、上達のためのアドバイスなど。
4. 辞典。定石や、布石、その他について、型毎に整理してまとめたもの。
5. 詰碁集。詰碁の問題を集めたもの。手筋、攻め合い、ヨセなどの問題も含むことがある。
6. 雑誌、新聞（囲碁の専門誌）。

## 古典
- 『忘憂清楽集』最古の本格的な棋書とされる。北宋末期の1104年頃に李逸民が編纂した。囲碁論、打碁、定石、詰碁などが収められている。
  - 劉仲甫『棋訣』、張擬『棋経』（『棊経十三篇』とも）などを収録。
- 『玄玄碁経』南宋時代に厳徳甫と晏天章が編纂し、1347年に虞集が再編した。囲碁論、定石、布石、打碁、詰碁などが収められている。
- 『適情録』中国に滞在していた日本の虚中上人が林応龍とともに、1525年に完成。囲碁論、棋譜、定石、詰碁などを収めている。

## 打碁集
- 『国技観光』本因坊丈和が自戦譜73局に解説を付けたもの。1826年刊。
- 『囲碁妙伝』井上幻庵因碩が自戦譜に解説を付けたもの。1852年刊。
- 『敲玉余韵』本因坊秀策の打碁集で、石谷広策が1900年にまとめた。日本以外にも中国、韓国などでも愛読されている。
- 『御城碁譜』瀬越憲作らによってまとめられた、御城碁の記録。1950-51年刊。
- 『日本囲碁大系』筑摩書房より1975-77年から刊行。本因坊算砂から本因坊秀哉までの棋士毎の棋譜を収録。全18巻。
- 『現代囲碁大系』講談社より1980-84年に刊行。明治から昭和のまでの棋士毎の棋譜を収録。全48巻。
- 『呉清源打込十番碁集（全5巻）』1979年刊。『呉清源自選百局』1982年刊。『呉清源全集（全16巻）』1987年刊。『呉清源打碁全集（全4巻）』1997年刊。
- 『曺薫鉉囲碁名局集』曺薫鉉の打碁集。1995年刊。
- 『聶衛平囲碁名局集』聶衛平の打碁集。1995年刊。
- 『日本棋院囲碁年鑑』毎年の日本のプロ、アマチュアの国内棋戦、国際棋戦の棋譜を収録。日本棋院刊。現在の形のものは1961年から刊行開始した。
- 『韓国棋院囲碁年鑑』韓国棋院刊。

その他、多くの著名棋士の打碁集が出版されている。

## 詰碁集
- 『官子譜』明の時代に過百齢が著し、その後、陶式玉らに再編された。
- 『囲碁発陽論』井上道節因碩が1713年に著す。難解なことで知られ、「不断桜」とも呼ばれる。
- 『碁経衆妙』船橋元美（林元美）が1812年に著す。比較的平易な問題が集められている。
- 『死活妙機』本因坊秀哉が実戦を元に作成した問題集。1909年刊。
- 『前田詰碁集』『新選前田詰碁集』昭和の代表的な詰碁作家前田陳爾の作品集。簡明な形での意外な手筋が特徴。1952、58年刊。
- 『寿石不老』『自強不息』呉清源の作品集。1995、97年刊。
- 『張栩の詰碁』張栩の作品集。2006年刊。

## 雑誌・新聞
- 日本棋院発行の、月刊誌「碁ワールド」「囲碁未来」、週刊紙「週刊碁」
- 関西棋院発行の、月刊誌「囲碁関西」
- 日本放送出版協会の、月刊誌「NHK囲碁講座」
- 誠文堂新光社の、月刊誌「圍碁」
- 中国の新体育雑誌社の、月2回発行「囲棋天地」

## その他
囲碁に関する書籍としては以下のようなものもあるが、一般には棋書とは呼ばれていない。
- 囲碁の歴史や文化について述べたもの。『坐隠談叢』ほか。
- 棋士の評伝、自伝、随筆。『襴柯堂棋話』（林元美）ほか。
- 囲碁を題材にした小説、漫画、随筆、及び映画・ドラマ等の解説書。
- 囲碁のコンピュータゲームに関する研究書、特定のゲームの説明書。